# Gouden Uien 2007
De Gouden Uien 2007 werden uitgereikt op 4 oktober 2007 in Club Monza, Utrecht voor de slechtste prestaties in Nederlandse speelfilms.
De film Honeyz was de grote winnaar en sleepte drie Uien in de wacht: voor slechtste film, slechtste regie (Tom Six) en slechtste actrice (Anna Speller). Ook won het de publieks-Ui. De prijs voor grootste flop van het jaar ging naar Wild Romance van Jean van de Velde. De 3,5 miljoen euro kostende film over Herman Brood trok slechts 28.000 bezoekers.
De onderstaande lijst toont de genomineerden en de winnaars (de laatsten staan in het vet).

## Genomineerden en winnaars

### Slechtste acteur
Peter Beense (Honeyz)

Gert-Jan van den Ende (als Bobbie in Ernst, Bobbie en de geslepen Onix) 

### Slechtste actrice
Anna Speller (Honeyz)

Monique van der Werff (Honeyz)

Nicolette van Dam (Zoop in Zuid-Amerika)

### Slechtste regisseur
Tom Six (Honeyz)

Albert ter Heerdt (Kicks)

Maria Peters (Afblijven) 

### Slechtste film
Honeyz

Kicks

Zoop in Zuid-Amerika

### Grootste flop
Wild Romance van Jean van de Velde

### Publieks-Ui
Honeyz

2005 · 2006 · 2007